# 綠町 (基隆市)

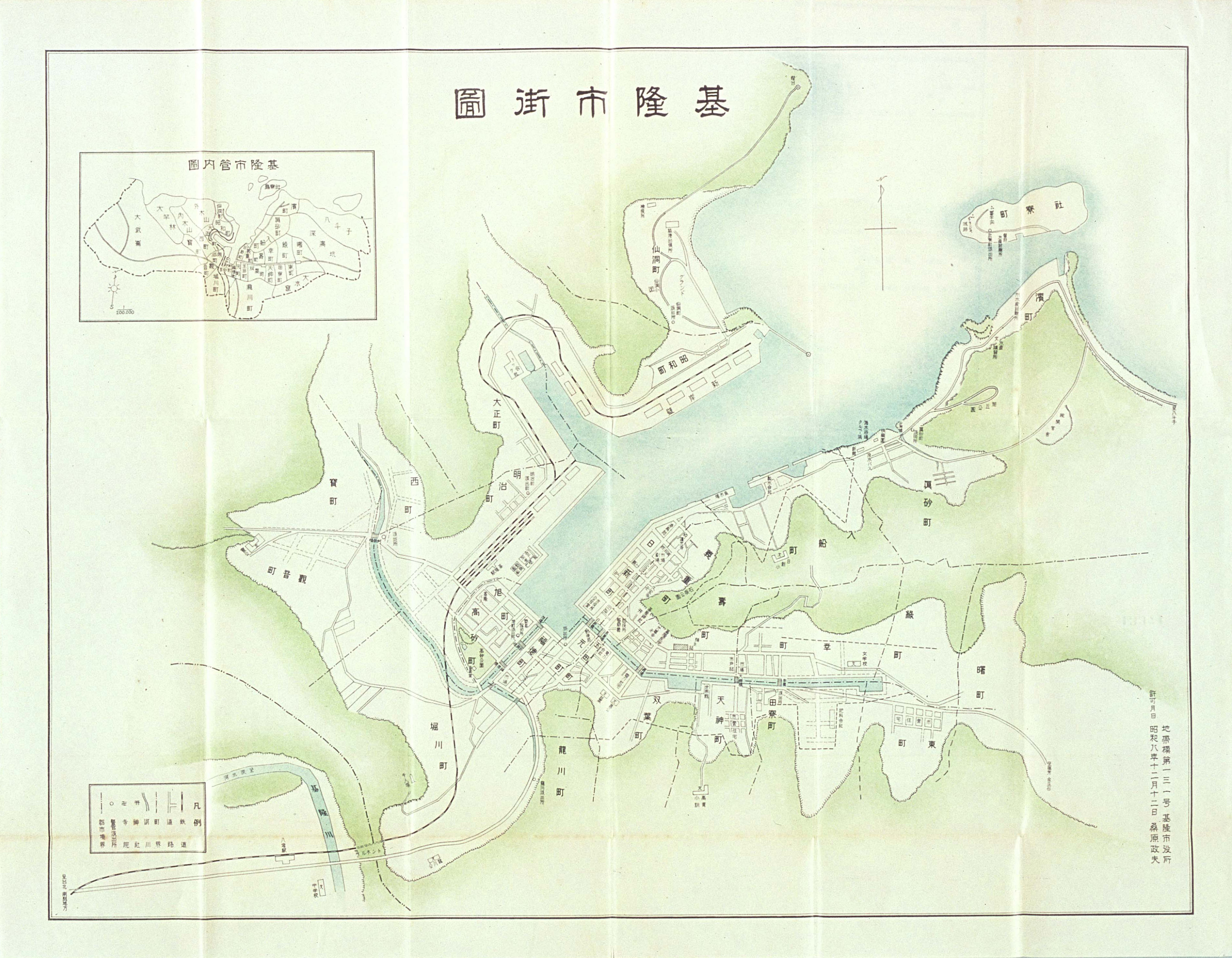
基隆市街圖

綠町為台灣日治時期臺北州基隆市的一個町，於基隆市自昭和6年（1931年）10月1日實施町名改正後設置，位於港東病院一帶；當地原屬於基隆市大字田寮港。
綠町約為現今地籍福祿段的範圍，約為信義區信綠里、東信里。

## 町內設施

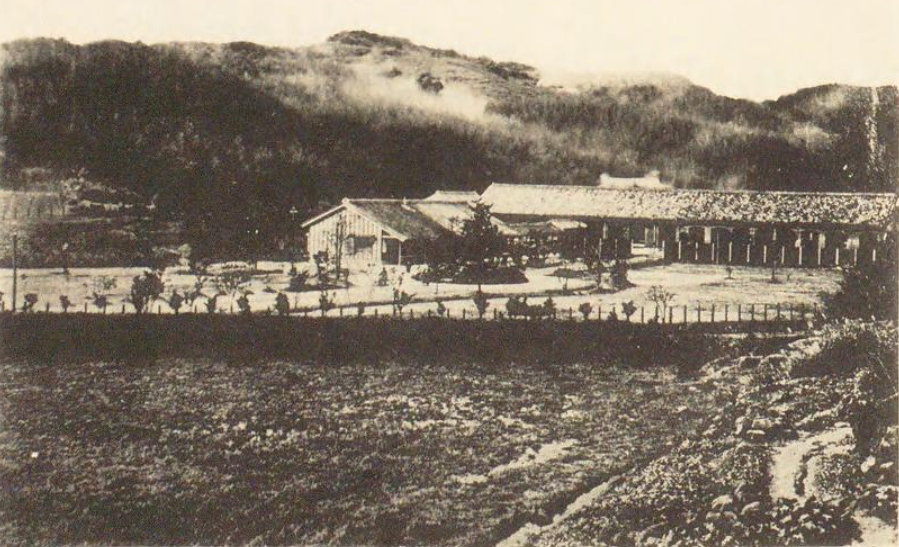
基隆港東醫院

- 港東病院（今基隆市立醫院）
- 基隆市仁寮院